# Johannes Schreyer (Mediziner)
Johannes Schreyer (* 26. Januar 1631 in Zeitz; † 4. April 1695 ebenda) war ein deutscher Mediziner, nach dem das rechtsmedizinische Verfahren der Lungenschwimmprobe zur Überprüfung von Totgeburten auch Schreyer-Schwimmprobe genannt wird.

## Leben
Schreyer studierte Medizin an der Universität Jena, wo er 1658 zum Doktor der Medizin promoviert wurde. Danach war er in Hamburg, Zeitz und in Leipzig tätig. Er war auch Gerichtsverwalter in Meuselwitz und ab 1681 Stadtphysikus in Zeitz. Von 1669 bis 1677 bereiste er Afrika, den Orient und Südostasien, worüber er eine Reisebeschreibung veröffentlichte (siehe unten).
1659 heiratete er Helena Regina, die Tochter des Meuselwitzer Gutsbesitzers Johann Losse, und 1691 Anna Elisabeth, geb. Garmann.

## Schreyers Anwendung der Schwimmprobe
Seit dem Reichstag in Regensburg im Jahr 1532 galt im Strafprozess die Constitutio Criminalis Carolina, nach der bei der Frage, ob es sich um Kindstötung handelt, Wundärzte, Hebammen etc. als Sachverständige zu hören waren.
Am 8. Oktober 1681 gruben Nachbarn der fünfzehnjährigen unverheirateten Anna Voigt den Leichnam eines Neugeborenen aus. Anna Voigt war die Tochter von Hans Heinrich Voigt, dem Besitzer des Rittergutes Greitschütz. Der Leichnam wies blutige Wunden am Kopf auf. Als Mutter und Täterin einer eventuellen Kindstötung kam nur Anna Voigt in Betracht – den Nachbarn war eine Zunahme und plötzliche Abnahme des Leibesumfanges Anna Voigts aufgefallen, weshalb sie sich auf die Suche nach dem Leichnam begeben hatten. Anna wurde festgenommen, bestritt aber eine Kindstötung. Sie habe das Kind tot entbunden und aus Angst vor der Schande heimlich vergraben. Der Stadtarzt von Zeitz, Johannes Schreyer, wurde von Annas Vater mit der sachverständigen Untersuchung des Leichnams beauftragt, um die Unschuld der Tochter zu beweisen.
Schreyer befand sich – was damals nicht unbedingt selbstverständlich bei einem Stadtphysikus war – wissenschaftlich auf der Höhe seiner Zeit. Unter anderem hatte er ein Buch des holländischen Arztes Jan Swammerdam (1637–1680) aus dem Jahre 1679 über die Atmung gelesen, in dem dieser darlegt, dass die Lungen einer Totgeburt in Wasser versänken, da diese noch nicht entfaltet seien, diejenigen eines lebendgeborenen Kindes aber schwämmen. Bereits der antike Arzt Galen hatte festgestellt, dass sich die Lungen lebendgeborener Kinder von denen totgeborener Kinder unterscheiden. Aber erst die Entdeckung des Blutkreislaufes durch William Harvey (1578–1657) im Jahre 1628 ermöglichte es, weitere Erkenntnisse über die Lunge Neugeborener zu gewinnen, insbesondere die Art dieser Unterschiede.

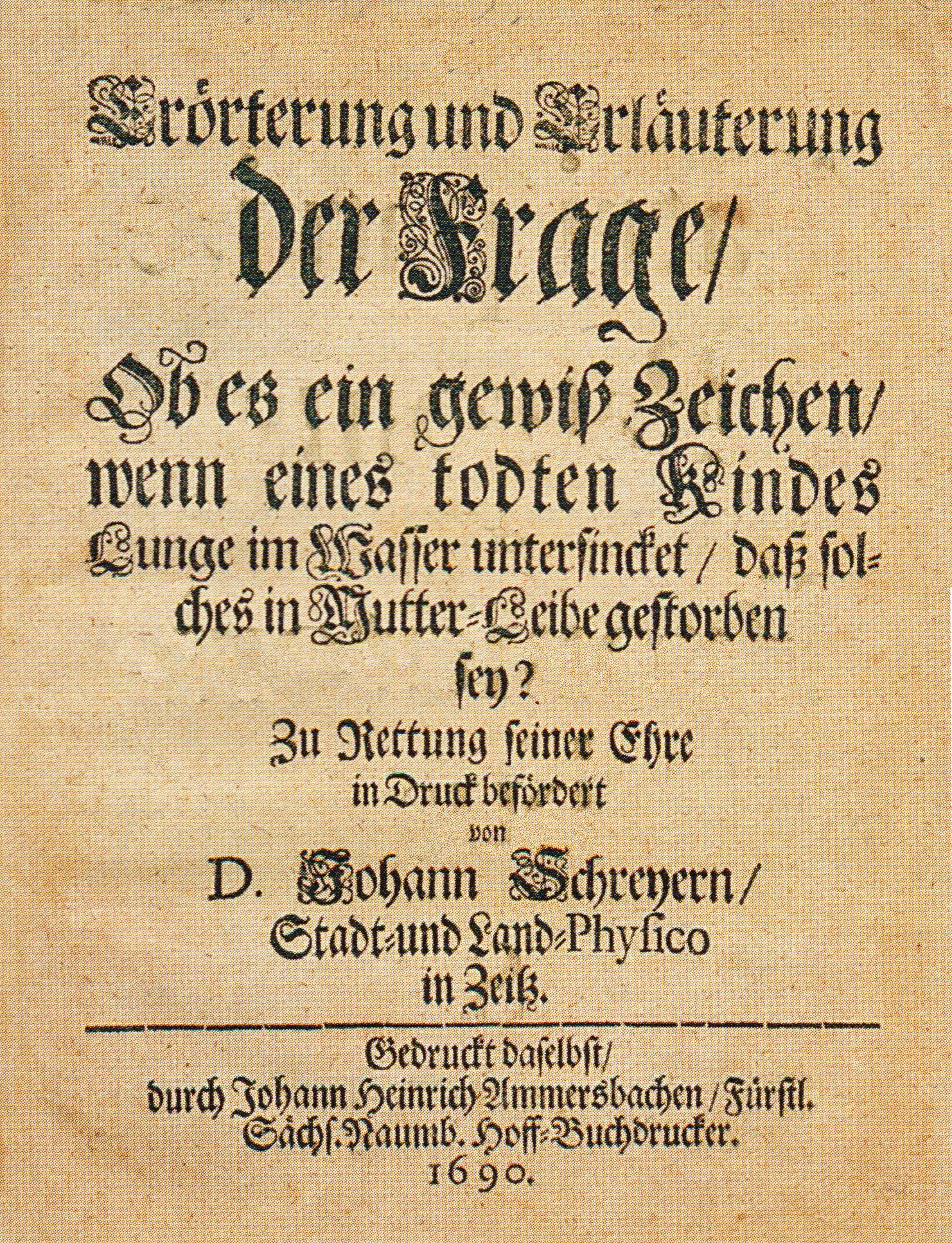
Titelblatt zum Buch über die Lungenschwimmprobe

Die Wunden am Kopf des Neugeborenen konnte Schreyer relativ einfach als Folgen der Suche nach dem Leichnam erklären. Für den Nachweis, dass es sich um eine Totgeburt handelte, wandte er erstmals auf der Basis seiner Kenntnisse die Lungenschwimmprobe an, indem er dem Neugeborenen einen Lungenflügel entnahm und diesen in Wasser legte. Der entnommene Flügel versank, woraus Schreyer schloss, dass es sich um eine Totgeburt gehandelt habe. Nach einem langjährigen Prozess, in dem Anna Voigt von dem jungen Leipziger Anwalt Christian Thomasius (1655–1728) vertreten wurde, wurde sie von der Kindstötung freigesprochen, musste die Stadt jedoch wegen der Geheimhaltung der Schwangerschaft für zwei Jahre verlassen.
Schreyer veröffentlichte 1690 die im Fall der Anna Voigt erzielten Erkenntnisse in seinem Buch Erörterung und Erläuterung der Frage / Ob es ein gewiß Zeichen / wenn eines todten Kindes Lunge im Wasser untersincket / daß ein solches in Mutter-Leibe gestorben sey. Seither ist die Lungenschwimmprobe eine Untersuchungsmethode zur Ermittlung einer Totgeburt, im 17. und 18. Jahrhundert musste sie sich zwar noch durchsetzen, wird seitdem aber bis heute angewandt. Als alleinige Untersuchungsmethode gilt sie inzwischen aber als zu unsicher. So kann durch Verwesungsvorgänge auch die Lunge eines Totgeborenen leichter als Wasser sein und schwimmen was aber durch eine Schwimmprobe an anderen Organen, etwa der Leber, kontrolliert werden kann. Ein fehlerhafter Schluss kann auch dann entstehen, wenn das Kind unmittelbar nach der Geburt getötet wurde und noch nicht geatmet hat, so dass die Lunge sinkt.
Den Fall der Anna Voigt behandelte der norwegische Autor Tore Renberg in dem 2024 erschienenen historischen Roman Die Lungenschwimmprobe.

## Weitere Werke Schreyers (Auswahl)

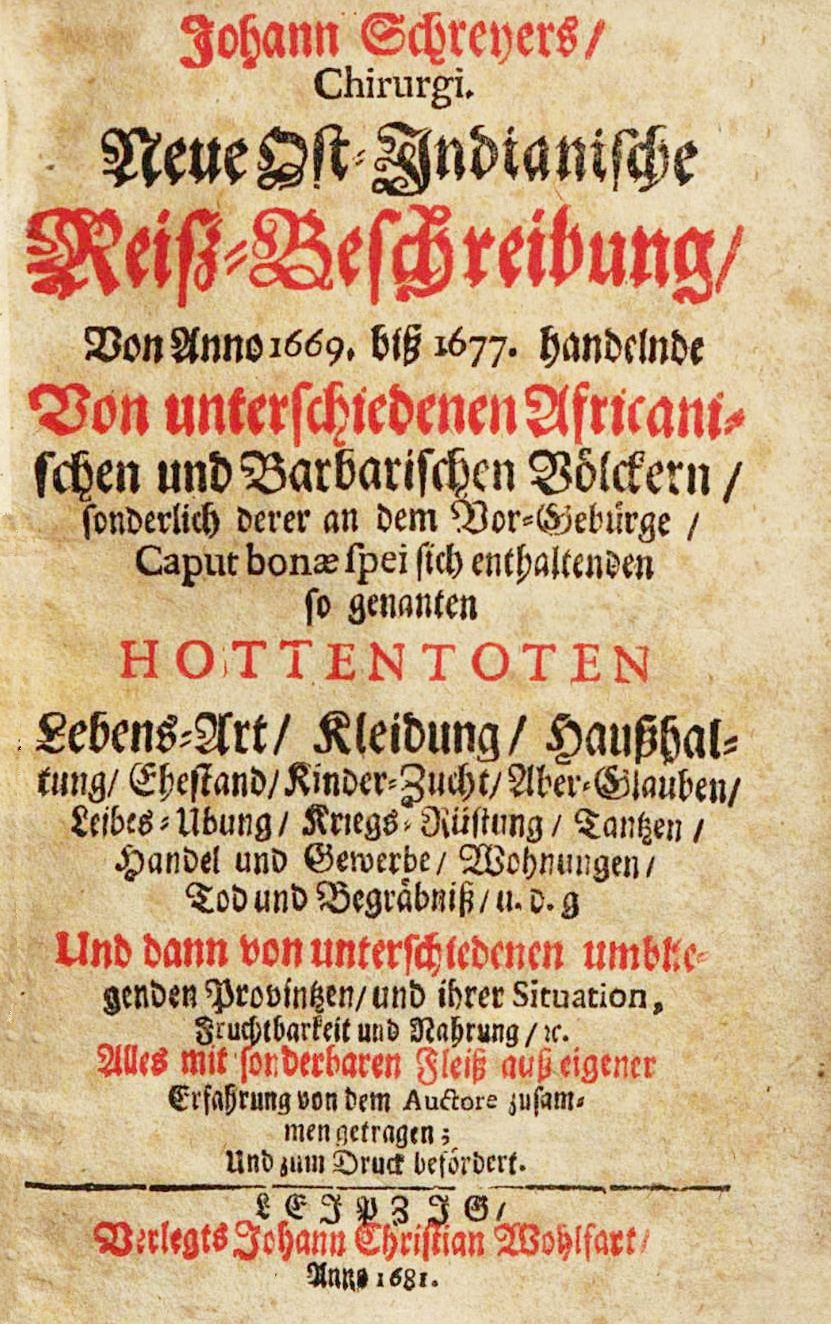
Reisebeschreibung
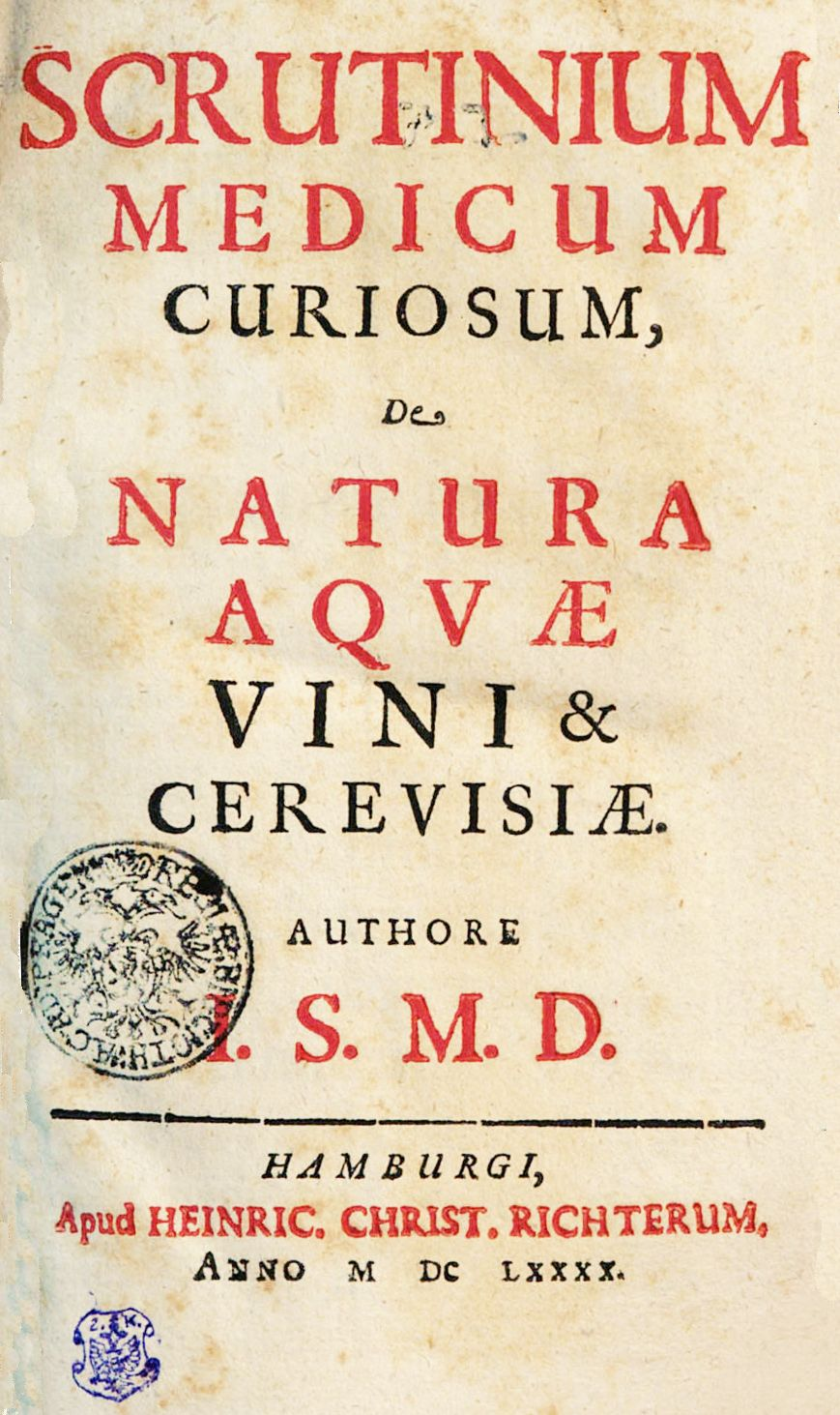
Wasser, Wein und Bier
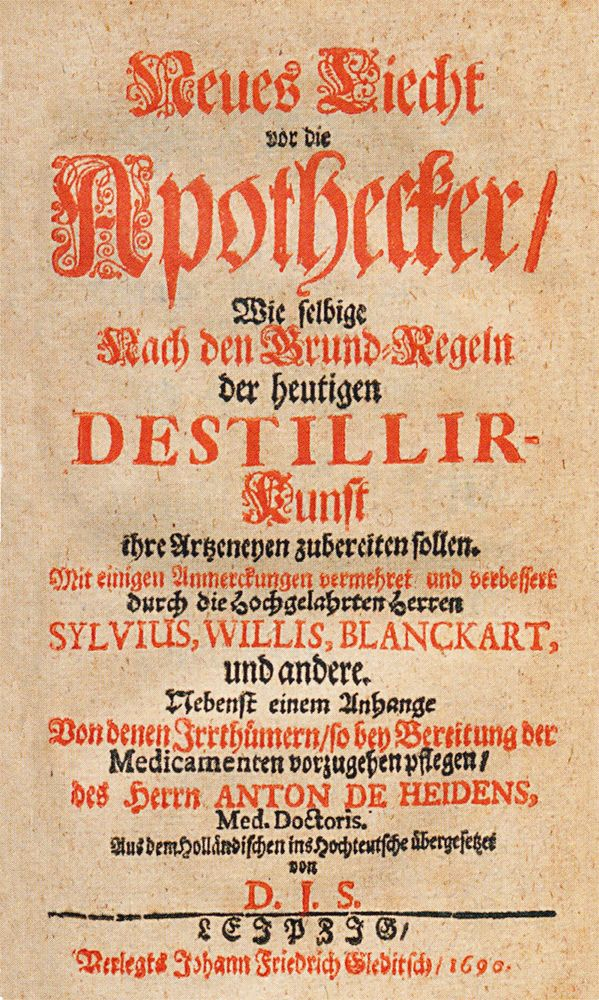
Destillierkunst

- Neue Ost-Indianische Reiß-Beschreibung / Von Anno 1669, biß 1677. handelnde Von unterschiedenen Afrikanischen und Barbarischen Völckern / sonderlich derer an dem Vor-Gebürge / Caput bonä spei sich enthaltenden so genanten Hottentoten. Verlag Johann Christian Wohlsack, Leipzig 1681[5]
- Scrutinium Medicum Curiosum, De Natura Aqvae Vini & Cerevisiae. Authore Hamburgi (Hamburg): Richter 1690. (deutsch: Eine merkwürdige medizinische Untersuchung über die Natur von Wasser, Wein und Bier).[6]
- Neues Liecht vor die Apothecker: wie selbige nach den Grund-Regeln der heutigen Destillir-Kunst ihre Artzeneyen zubereiten sollen; Mit einigen Anmerckungen vermehret und verbessert durch die Herren Sylvius, Willis, Blanckart und andere; Nebenst einem Anhange von denen Irrthümern, so bey Bereitung der Medicamenten vorzugehen pflegen, des Herrn Anton De Heidens / Aus dem Niederländischen ins Hochteutsche übergesetzet von D. J. S. (Kürzel Johannes Schreyers). Zweite Auflage. 1690.[7]